# Взрыв газа в Иньчуане
21 июня 2023 года 31 человек погиб и ещё семь получили ранения в ресторане барбекю «Фуян» (кит. 富洋烧烤店) в районе Синцин, Иньчуань, Нинся-Хуэйский автономный район, Китай, после взрыва газа, произошедшего накануне праздника драконьих лодок.
Взрыв стал самым смертоносным в Китае с 2019 года, когда в результате взрыва на химическом заводе в восточной провинции Цзянсу погибли 78 человек.

## Взрыв
По сообщению государственной телекомпании Центрального телевидения Китая (CCTV), взрыв произошел около 20:40 по местному времени на оживленной улице после утечки с баллона со сжиженным природным газом, который находился на кухне ресторана. Власть выясняет точную причину утечки.
Камеры видеонаблюдения показали, как более десятка пожарных боролись с пламенем, в то время как дым валил из большого отверстия в передней части ресторана. Улица была засыпана обломками стекла и прочим мусором. Министерство по вопросам чрезвычайных ситуаций заявило, что к месту происшествия было направлено более 100 человек личного состава и 20 единиц техники пожарно-спасательных служб На видео из социальной сети Douyin видно, как спасатели с лестницами пытаются добраться до жертв, оказавшихся в ловушке на втором этаже.

## Жертвы
В результате взрыва погиб по меньшей мере 31 человек, ещё семеро получили ранения. Среди жертв были ученики старших классов и пенсионеры. Среди погибших многие скончались от вдыхания дыма.

## Последствия
Правительство провинции переселило 64 семьи из соседних жилых комплексов в гостиницу.

## Расследование
Местные СМИ сообщили, что по результатам предварительного расследования, проведенного пожарной охраной, работник ресторана почувствовал запах газа примерно за час до взрыва. Впоследствии работник обнаружил поврежденный клапан на резервуаре со сжиженным газом и заменял его, когда произошел взрыв. Девять человек, включая владельца ресторана, акционеров и персонал, были задержаны полицией после взрыва, а их финансовые активы были заморожены.

## Реакции
Генеральный секретарь Коммунистической партии Си Цзиньпин призвал приложить максимальные усилия для оказания медицинской помощи пострадавшим Он приказал провести «тотальную операцию по спасению и лечению раненых» и потребовал усилить меры безопасности..
22 июня 2023 года власти Иньчуаня пообещали начать расследование в соответствующих отраслях промышленности, чтобы избежать подобных катастроф в будущем.